# Confédération centraméricaine des travailleurs
La Confederación Centroamericana de Trabajadores (CCT - Confédération centraméricaine des travailleurs) est une organisation qui coordonne les activités des organisations syndicales d'Amérique centrale. Elle fut fondée en 1968 comme organisation régionale au sein de la Centrale latino-américaine des travailleurs.

## Organisations membres
- Costa Rica

1. Centrale du mouvement des travailleurs costaricains

- Guatemala

1. Centrale générale des travailleurs du Guatemala

- Honduras

1. Centrale générale des travailleurs

- Mexique

1. Conseil national des travailleurs
2. Confédération ouvrière révolutionnaire

- Nicaragua

1. Centrale des travailleurs nicaraguayens

- Panama

1. Confédération générale autonome des travailleurs de Panama

- Salvador

1. Centrale autonome des travailleurs salvadoriens